# 福島県道360号小林舘の川線
福島県道360号小林舘の川線（ふくしまけんどう360ごう こばやしたてのかわせん）は、福島県南会津郡只見町にある一般県道である。全線一級水系阿賀野川水系伊南川に沿う。

## 路線概要
- 起点：南会津郡只見町大字小林字七十刈
- 終点：南会津郡只見町大字楢戸字舘の山
- 総延長：13.776km[1]
  - 実延長：13.436km
- 路線認定年月日：1973年3月23日[2]

### 重用区間
- 福島県道153号小林会津宮下停車場線（小林字七十刈（起点）～坂田）

### 冬季通行不能区間
- 小林字日宮沢～亀岡字坂下（延長1.8km）
- 熊倉字居平～荒島字宮ノ前（延長1.6km）
- 荒島字三田山～小川字上村（延長1.2km）[3]

## 通過する自治体
- 南会津郡只見町

## 接続・交差する道路
- 国道289号（小林字七十刈 起点）
- 福島県道153号小林会津宮下停車場線 JR会津宮下駅方面（坂田）
- 国道289号（楢戸字舘の山 終点）

## 道路施設
大金沢橋
- 全長：12.0m
- 幅員：7.0（8.2）m
- 竣工：1984年

小川字畑田下にて一級水系阿賀野川水系伊南川支流の大金沢川を渡る。1950年に幅員4mのコンクリート橋として架けられた旧橋の拡幅と線形改良の為に1983年度より県単独橋梁整備として工事着手された。伸縮継手にはヘキサロック工法が採用され、連続舗装が施されたことで通過時の振動や騒音を防止している。総工費は4540万円。
待侘橋
- 全長：32.0m
- 幅員：8.2m
- 竣工：2006年[5]

2006年（平成18年）9月5日、黒沢橋小川バイパス供用に伴い開通。全長32m。
黒沢橋

## バイパス
- 黒沢橋小川バイパス

2006年（平成18年）9月5日供用開始。全長728m。

## その他
- 沿線の小川地区では以前冬季閉鎖がなされていたが、「チャレンジふくしま「ゆい（結い）の道」作戦～試験除雪～」事業により2011年より通年での通行が可能となった[3]。